# 龙舟 (1969年)
龙舟（1969年12月—），男，中华人民共和国外交官，曾任中华人民共和国驻墨尔本总领事和中华人民共和国驻马拉维共和国特命全权大使。

## 生平
1992年，进入中华人民共和国外交部工作，曾在常驻联合国代表团、驻特立尼达和多巴哥大使馆、外交部国际司任职。2014年，任重庆市政府外事办公室副主任。2016年，回任外交部国际司参赞，后升任外交部军控司副司长。2019年2月，出任中华人民共和国驻墨尔本总领事。2022年5月，自驻墨尔本总领事离任。7月，出任中华人民共和国驻马拉维大使。2024年10月，自驻马拉维大使离任。同月，任外交部领事司司长。